# Kristian Pless
Kristian Peter Pless (ur. 9 lutego 1981 w Odense) – duński tenisista, reprezentant w Pucharze Davisa, olimpijczyk z Sydney (2000).

## Kariera tenisowa
Startując w gronie juniorów Pless został mistrzem Australian Open 1999 w grze pojedynczej i podwójnej chłopców. W finale singla pokonał Michaiła Jużnego, natomiast w deblu Ladislava Chramostę i Michala Navrátila. Partnerem Plessa był Jürgen Melzer. Podczas French Open 1999 Duńczyk został finalistą gry podwójnej chłopców wspólnie z Olivierem Rochusem, natomiast na Wimbledonie 1999 i US Open 1999 osiągnął finał singla chłopców.
Zawodowym tenisistą był w latach 1999–2009.
Wygrał 4 turnieje rangi ATP Challenger Tour w grze pojedynczej i grze podwójnej.
W latach 1999–2001 i 2012 reprezentował Danię w Pucharze Davisa rozgrywając łącznie 20 meczów, z których w 12 zwyciężył.
W roku 2000 zagrał w konkurencji singla na igrzyskach olimpijskich w Sydney. W pierwszym meczu pokonał Sarkisa Sarksjana z Armenii, a w kolejnym przegrał z Australijczykiem Markiem Philippoussisem.
W rankingu gry pojedynczej najwyżej był na 65. miejscu (28 stycznia 2002), a w klasyfikacji gry podwójnej na 172. pozycji (23 lipca 2007).

### Zwycięstwa w turniejach ATP Challenger Tour w grze pojedynczej
| Końcowy wynik | Nr | Data             | Turniej        | Nawierzchnia   | Przeciwnik     | Wynik finału |
| ------------- | -- | ---------------- | -------------- | -------------- | -------------- | ------------ |
| Zwycięzca     | 1. | 20 maja 2001     | Edynburg       | Ceglana        | Gorka Fraile   | 6:3, 6:3     |
| Zwycięzca     | 2. | 9 grudnia 2001   | Rio de Janeiro | Ceglana        | Ricardo Mello  | 6:1, 6:1     |
| Zwycięzca     | 3. | 5 listopada 2006 | Rimouski       | Twarda (hala)  | Lu Yen-hsun    | 6:4, 7:6(5)  |
| Zwycięzca     | 4. | 1 kwietnia 2007  | Saint-Brieuc   | Ceglana (hala) | Farrux Doʻstov | 6:3, 6:1     |